# Isaak Dunayevsky
Isaak Osipovich Dunayevsky (tiếng Nga: Исаак Осипович Дунаевский) (cũng có thể là Dunaevski hoặc Dunaevsky) (1900-1955) là nhà soạn nhạc, nhạc trưởng, nghệ sĩ đàn piano người Nga có quốc tịch Liên Xô.

## Cuộc đời và sự nghiệp
Isaak Dunayevsky học âm nhạc tại Nhạc viện Kharkov dưới dự hướng dẫn của Joseph Achron về môn sáng tác. Thời trẻ, Dunayevsky chơi trong một dàn nhạc giao hưởng và viết nhạc cho các chương trình. Năm 1925, ông chuyển về Moskva, tham gia chỉ đạo âm nhạc tại nhiều nhà hát, đoàn ca múa nhạc. Trong thập niên 1930, ông bắt đầu tham gia viết nhạc cho các bộ phim.

## Phong cách sáng tác
Tài năng của Isaak Dunayevsky được bộc lộ đầy đủ nhất trong lĩnh vực sáng tác ca khúc. 

## Các tác phẩm
Sau đây là các tác phẩm của Isaak Dunayevsky: 
- Các vở operetta:

- Những chú rể
- Đường đến hạnh phúc
- Con trai anh hề

- Nhạc cho phim:

- Các cậu bé vui nhộn
- Thủ môn
- Xiếc
- Những đứa con của thuyền trưởng Grant
- Những người Kozak xứ Cuban

- Các ca khúc:

- Bài ca Tổ quốc
- Hay bay đi hỡi những chim câu